# Vlajka Jihoafrické republiky

Jihoafrická vlajka
Poměr stran: 2:3

Jihoafrická námořní válečná vlajka
Poměr stran: 2:3

Vlajka Jihoafrické republiky se užívá od roku 1994, kdy byla (po skončení období apartheidu a prvních všerasových volbách) vlajka změněna.
Vlajkový list o poměru stran 2:3 je tvořen ležatým ypsilonem zelené barvy, lemovaným bílými proužky z vnějšku a žlutými z vnitřku. Vlajka je tak rozdělena na tři pole, jedno trojúhelníkové – černé žerďové a dvě lichoběžníková – horní červené a dolní modré. Šířka zeleného ypsilonu je 1/5, lemy jsou široké 1/15 šířky vlajky. Délka ypsilonu je polovina délky vlajky.
Symbolika byla autorem vykládána jako obraz scházejících se cest jihoafrické historie a současnosti. Šest barev na vlajce symbolizuje černošskou většinu (černá, zelená a žlutá jsou barvy Afrického národního kongresu) i bělošskou (búrskou) menšinu (červená, bílá, modrá a zelená jsou barvy transvaalské vlajky).

Rozměry jihoafrické vlajky
Vlajka Afrického národního kongresu

## Historie
31. května 1910 byla na území dnešní JAR vytvořena Jihoafrická unie, která získala autonomní statut dominia.

Vlajka Jihoafrické unie (1910–1912) Poměr stran: 1:2
Vlajka Jihoafrické unie (1912-1928) Poměr stran: 1:2

Roku 1928 byla přijata vlajka, jejíž vzhled byl založen na nizozemské vlajce. List vlajky o poměru stran 2:3 byl tvořen třemi vodorovnými pruhy: oranžovým, bílým a modrým. Uprostřed bílého pruhu se nacházela skupinka tří vlajek:
- horizontálně orientovaná britská vlajka
- vertikálně orientovaná vlajka Oranžského svobodného státu
- horizontálně orientovaná vlajka Transvaalu

Vlajka Jihoafrické unie (1928–1961) Vlajka Jihoafrické republiky (1961–1994) Poměr stran: 2:3
Britská vlajka Poměr stran: 1:2
Vlajka Oranžského svobodného státu Poměr stran: 2:3
Vlajka Transvaalu Poměr stran: 2:3

31. května 1961 byla, po předchozím referendu, zrušena personální unie se Spojeným královstvím, byla vyhlášena republika a změněn název státu na Jihoafrická republika.
7. září 1993 byla ustanovena komise pro národní symboly, vedená prof. E. Borhou. Členy komise byl mj. Frederick Gordon Brownell – státní herold Jihoafrické republiky, heraldik, vexilolog a genealog, prezident Jihoafrické vexilologické společnosti (SAVA) a autor namibijské vlajky nebo dr. Cornelis Pama – známý heraldik. Pro vznik nové vlajky byl také zřízen pětičlenný podvýbor s osmi poradci, včetně tří členů SAVA. Do 14. října 1993, uzávěrky soutěže na novou vlajku, se sešlo 7000 návrhů, žádný se však nedal (bez úprav) převzít za nový státní symbol. 15. února 1994 byl proto jmenován nový podvýbor, který předložil ke schválení Brownellův návrh. Tento návrh 15. března 1994 schválila jihoafrická Přechodná výkonná rada jako oficiální vlajku republiky.
Vlajka, platná do současnosti, byla přijata 27. dubna 1994 (v den prvních všerasových voleb) poprvé byla vztyčena 26. dubna (minutu před půlnocí) před budovou parlamentu v Kapském Městě a v dalších osmi správních střediscích nově vzniklých provincií.

## Commonwealth
Jihoafrická republika je členem Commonwealthu (který užívá vlastní vlajku) a do vyhlášení republiky roku 1961 byl hlavou státu (Jihoafrické unie) britský panovník (Commonwealth realm), kterého zastupoval generální guvernér (viz seznam vlajek britských guvernérů).
V roce 1960 byla navržena osobní vlajka Alžběty II., určená pro reprezentaci královny v její roli hlavy Commonwealthu na územích, ve kterých neměla jedinečnou vlajku – to byl i případ Jihoafrické unie (viz seznam vlajek Alžběty II.).

Vlajka generálního guvernéra Jihoafrické unie (1910–1931) Poměr stran: 1:2
Vlajka generálního guvernéra Jihoafrické unie (1931–1952) Poměr stran: 1:2
Vlajka generálního guvernéra Jihoafrické unie (1952–1961) Poměr stran: 1:2
Osobní vlajka královny Alžběty II. v Jihoafrické unii (1960–1961) Poměr stran: 1:1

## Vlajka jihoafrického prezidenta
Od roku 1994 užívá (dle některých zdrojů) prezident JAR vlajku, tvořenou státní vlajku se žlutými (zlatými) třásněmi při horním, vlajícím a dolním okraji vlajkového listu.

Vlajka jihoafrického prezidenta (1961–1984) Poměr stran: 2:3
Vlajka jihoafrického prezidenta (1984–1994) Poměr stran: 2:3
Vlajka jihoafrického prezidenta (zřejmě od roku 1994, nejasná platnost) Poměr stran: 2:3

## Vlajky jihoafrických provincií

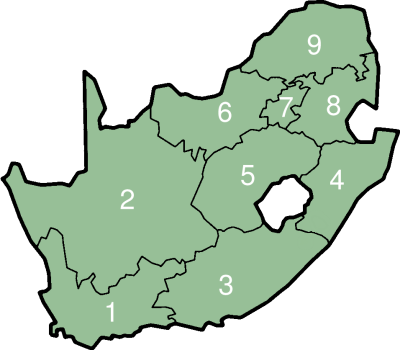
Jihoafrické provincie

Jihoafrická republika se od roku 1994 člení na 9 provincií, dřívější bantustany (samosprávná území černochů) zrušeny a čtyři předchozí provincie (Kapsko, Natal, Oranžský svobodný stát a Transvaal) byly rozděleny na devět. Dvanáctý, třináctý a šestnáctý dodatek ústavy změnily hranice sedmi z těchto provincií.

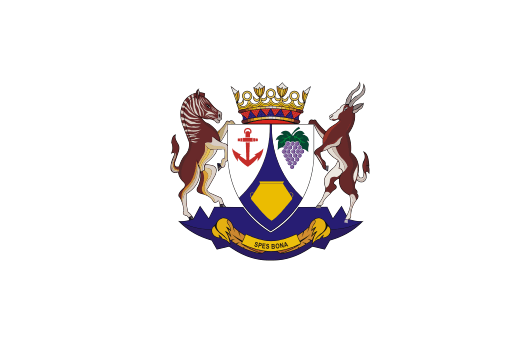
Západní Kapsko (1) Poměr stran: 2:3
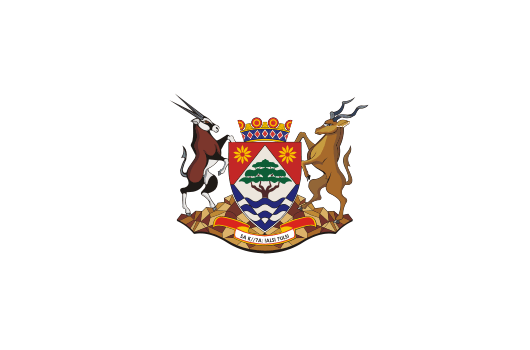
Severní Kapsko (2) Poměr stran: 2:3
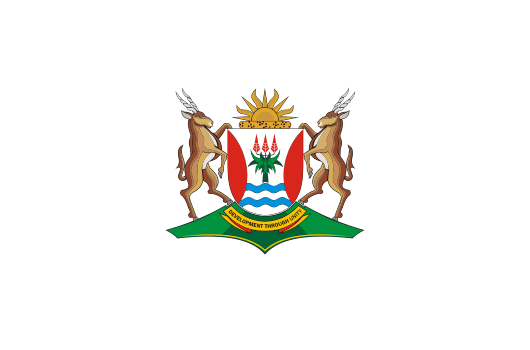
Východní Kapsko (3) Poměr stran: 2:3
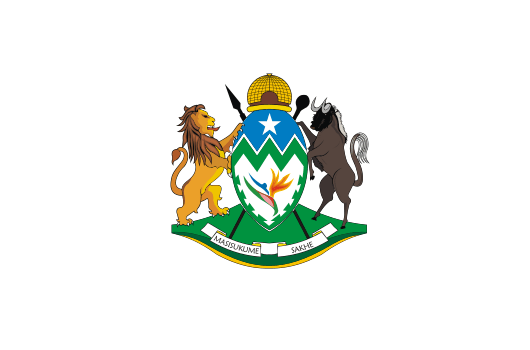
KwaZulu-Natal (4) Poměr stran: 2:3
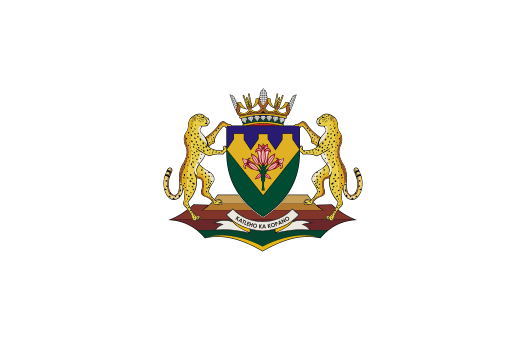
Svobodný stát (5) Poměr stran: 2:3
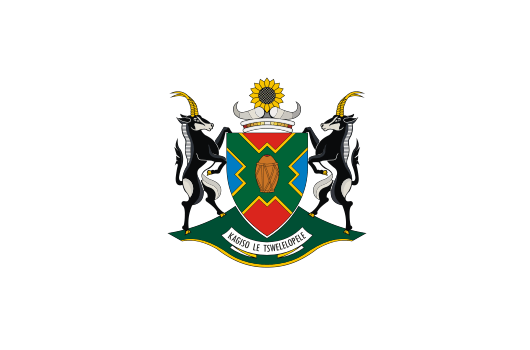
Severozápadní provincie (6) Poměr stran: 2:3
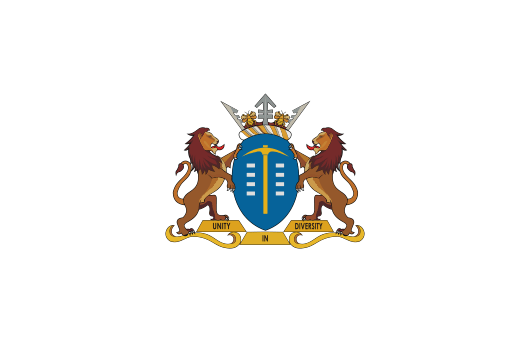
Gauteng (7) Poměr stran: 2:3
Mpumalanga (8) Poměr stran: 2:3
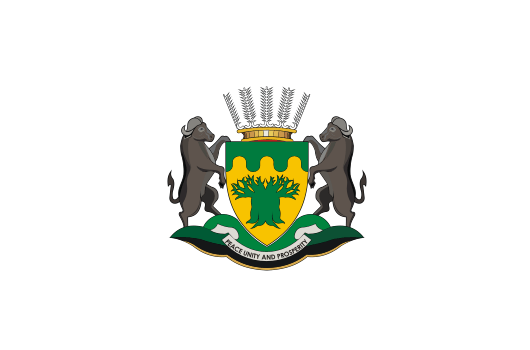
Limpopo (9) Poměr stran: 2:3